# Santol (plant)
De santol (Sandoricum koetjape, basioniem: Melia koetjape Burm.f.) is een plant uit de familie Meliaceae. Het is een tot 45 m hoge, snelgroeiende, sterk vertakte, latex-bevattende boom met een rechte stam en een bleke schors. De plant kan in droge tijden zijn bladeren verliezen. Jonge takken zijn met een dichte, bruine beharing bezet. De afwisselend geplaatste, tot 9 cm lang gesteelde bladeren bestaan uit drie deelbladeren. De deelbladeren zijn 20-25 cm lang, ellipsvormig, toegespitst, aan de bovenkant glanzend groen, aan de onderkant lichter groen en dof. Het eindstandige deelblad is meestal groter dan de andere twee. De 1 cm grote, groengele bloemen staan in tot 30 cm lange, pluimachtige, vertakte bloeiwijzen in de bladoksels. De bloemen zijn tweeslachtig en bestaan uit een bekervormig, vijfslippige kelk en vijf breed-lancetvormige, circa 1 cm lange kroonbladeren.
De tot 7 × 8 cm grote vrucht van de santol is bolvormig en overlangs gegroefd. De leerachtige schil is goudgeel tot roodbruin, donzig en bevat een wit melksap. De binnenste vruchtwand en de doorschijnende, sappige, witachtige, 5 mm dikke zaadmantels zijn eetbaar. De vleeskleurige vruchtwand smaakt zoetzuur. De twee tot vijf zaadmantels liggen in stervormig gerangschikte kamers en bevatten elk een tot 4 cm groot, roodbruin zaad. De zaadmantels smaken aromatisch en afhankelijk van het ras zuur tot zoet. Doorgesneden vruchten verkleuren snel naar bruin.
De vrucht van zoete rassen wordt als handfruit gegeten. Hij kan worden verwerkt in marmelade, gelei en chutney. Het vruchtvlees van zure rassen wordt vers, gedroogd of verwerkt als siroop voor het kruiden van etenswaren gebruikt. Uit overrijpe vruchten wordt samen met rijst een alcoholische drank bereid. Bladaftreksel wordt als koortsverlagend middel gebruikt. Gemalen schors wordt tegen parasitaire wormen gebruikt en de wortels zouden krampen verzachten. Het niet zeer harde en gemakkelijk te bewerken hout wordt in de bouwindustrie gebruikt.
De santol komt van nature voor op het schiereiland Malakka, in Thailand en in Indochina. In India en op de Filipijnen is de soort al vroeg ingevoerd. Hij wordt veel geteeld in tropisch Azië en op eilanden in de Grote Oceaan. Ook op sommige plekken in Zuid-Amerika kan de santol worden aangetroffen.

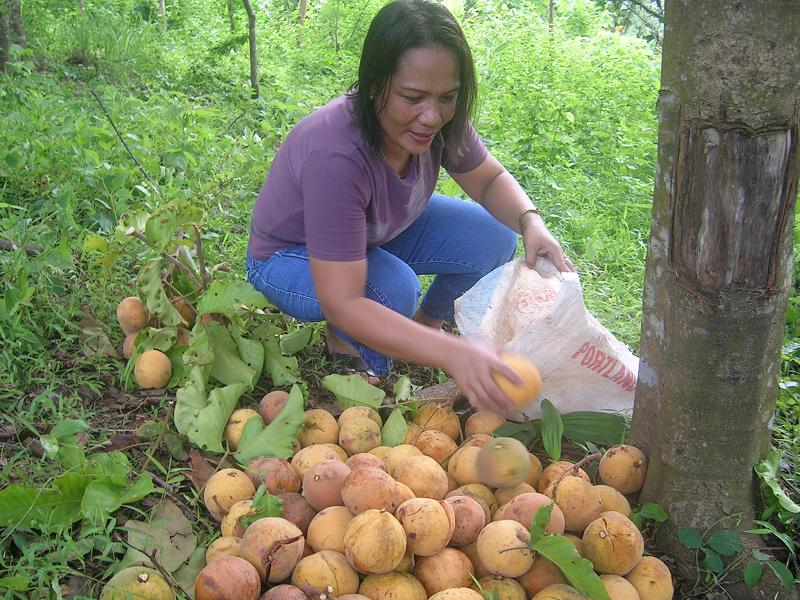
Verzamelen van vruchten in Zamboanga del Sur op Mindanao (Filipijnen)